# Абунданція

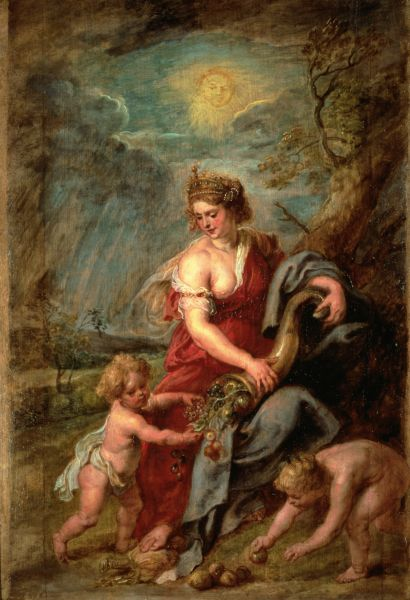
Рубенс. Абунданція.

Абунда́нція (лат. Abundantia) — уособлення достатку в Римі.
Інколи її вважали супутницею Керери й зображували у вигляді жінки, що сипле золоті монети з рога достатку.